# David Fain
Pour les articles homonymes, voir Fain.
David Fain ou parfois David b. Fain est un scénariste, monteur et directeur d'animation américain. 

## Filmographie
Scénarios
- 2000-2001 : Bob l'éponge (TV)
- 2003 : Looney Tunes: Reality Check (vidéo)
- 2003 : Looney Tunes: Stranger Than Fiction (vidéo)

Animation
- 1991 : Closet Land
- 1991 : Oral Hygiene
- 1999 : House on Haunted Hill
- 2003 : Clone High U.S.A. (TV)
- 2006 : Lucky Girl
- 2007 : Jimmy délire (TV)
- 2010 : The Ricky Gervais Show (TV)

Monteur
- 2002 : A Conversation with Haris